# Australian Open-mesterskabet i herredouble 2020
Australian Open-mesterskabet i herredouble 2020 var den 108. turnering om Australian Open-mesterskabet i herredouble. Turneringen var en del af Australian Open 2020 og blev spillet i Melbourne Park i Melbourne, Victoria, Australien i perioden 22. januar - 2. februar 2020 med deltagelse af 64 par.
Mesterskabet blev vundet af Rajeev Ram og Joe Salisbury, som i finalen besejrede det australske wildcard-par Max Purcell and Luke Saville med 6-4, 6-2 på 70 minutter. Både Ram og Salisbury, der var seedet som nr. 11 og spillede deres femte grand slam-turnering som makkere, vandt dermed deres første grand slam-titel i herredouble, og Rajeev Ram satte en ny åben æra-rekord for det højeste antal spillede grand slam-turneringer i herredouble inden første sejr. Han vandt sin første titel i sin 58. grand slam-herredoubleturnering, og indtil da havde Martin Damm haft rekorden, idet han vandt sin første titel i den 55. spillede turnering. Rajeev Ram vandt sin anden grand slam-titel i karrieren, idet han tidligere havde vundet Australian Open-mesterskabet i mixed double 2019, og han blev den første amerikanske vinder af herredoublemesterskabet i Melbourne, der ikke hed Bryan, siden Rick Leach sikrede sig titlen i 2000. Joe Salisbury vandt sin første grand slam-titel i karrieren, og han blev den blot anden britiske vinder af titlen i den åbne æra.
Alletiders mest succesrige herredoublepar, Bob og Mike Bryan, deltog i mesterskabet for 21. og sidste gang, inden de senere på sæsonen stoppede deres karrierer i forbindelse med US Open 2020. De amerikanske brødre tabte i tredje runde til Ivan Dodig og Filip Polášek.

## Pengepræmier og ranglistepoint
Den samlede præmiesum til spillerne i herredouble androg A$ 3.884.000 (ekskl. per diem), hvilket var en stigning på knap 10 % i forhold til året før.
| Resultat               | Pengepræmier | Pengepræmier | Ændring ift. 2019 | ATP-point |
| Resultat               | Pr. par      | Total        | Ændring ift. 2019 | ATP-point |
| ---------------------- | ------------ | ------------ | ----------------- | --------- |
| Vindere (1)            | A$ 760.000   | A$ 760.000   | +1,3 %            | 2.000     |
| Finalister (1)         | A$ 380.000   | A$ 380.000   | +1,3 %            | 1.200     |
| Semifinalister (2)     | A$ 200.000   | A$ 400.000   | +5,3 %            | 720       |
| Kvartfinalister (4)    | A$ 110.000   | A$ 440.000   | +10,0 %           | 360       |
| Tabere i 3. runde (8)  | A$ 62.000    | A$ 496.000   | +12,7 %           | 180       |
| Tabere i 2. runde (16) | A$ 38.000    | A$ 608.000   | +16,9 %           | 90        |
| Tabere i 1. runde (32) | A$ 25.000    | A$ 800.000   | +19,0 %           | 0         |
| Samlet præmiesum       | -            | A$ 3.884.000 | +9,8 %            | -         |

## Turnering

### Deltagere
Turneringen havde deltagelse af 64 par, der er fordelt på:
- 57 direkte kvalificerede par i form af deres ranglisteplacering.
- 7 par, der havde modtaget et wildcard.

#### Seedede par
De 16 bedst placerede af parrene på ATP's verdensrangliste blev seedet:
| Seedning | Rang. | Spiller                              | Resultat     |
| -------- | ----- | ------------------------------------ | ------------ |
| 1        | 9     | Pierre-Hugues Herbert Nicolas Mahut  | Første runde |
| 2        | 12    | Łukasz Kubot Marcelo Melo            | Anden runde  |
| 3        | 18    | Kevin Krawietz Andreas Mies          | Første runde |
| 4        | 25    | Ivan Dodig Filip Polášek             | Semifinale   |
| 5        | 29    | Wesley Koolhof Nikola Mektić         | Anden runde  |
| 6        | 30    | Marcel Granollers Horacio Zeballos   | Tredje runde |
| 7        | 34    | John Peers Michael Venus             | Tredje runde |
| 8        | 38    | Jean-Julien Rojer Horia Tecău        | Anden runde  |
| 9        | 41    | Raven Klaasen Oliver Marach          | Anden runde  |
| 10       | 42    | Mate Pavić Bruno Soares              | Tredje runde |
| 11       | 43    | Rajeev Ram Joe Salisbury             | Mestre       |
| 12       | 52    | Jürgen Melzer Édouard Roger-Vasselin | Anden runde  |
| 13       | 54    | Bob Bryan Mike Bryan                 | Tredje runde |
| 14       | 56    | Jamie Murray Neal Skupski            | Anden runde  |
| 15       | 63    | Máximo González Fabrice Martin       | Anden runde  |
| 16       | 77    | Austin Krajicek Franko Škugor        | Tredje runde |

#### Wildcards
Syv par modtog et wildcard til hovedturneringen.
| Par                                 | Årsag til wildcard                      | Resultat     |
| ----------------------------------- | --------------------------------------- | ------------ |
| Nam Ji-Sung Song Min-kyu            | Vinder af Asia-Pacific wildcard-playoff | Anden runde  |
| Alex Bolt Matthew Ebden             | Udpeget af Tennis Australia             | Første runde |
| James Duckworth Marc Polmans        | Udpeget af Tennis Australia             | Kvartfinale  |
| Blake Ellis Alexei Popyrin          | Udpeget af Tennis Australia             | Første runde |
| Andrew Harris Christopher O'Connell | Udpeget af Tennis Australia             | Første runde |
| Lleyton Hewitt Jordan Thompson      | Udpeget af Tennis Australia             | Første runde |
| Max Purcell Luke Saville            | Udpeget af Tennis Australia             | Finale       |

### Resultater

#### Kvartfinaler, semifinaler og finale
| Henri Kontinen     |
| Jan-Lennard Struff |

| Rajeev Ram    |
| Joe Salisbury |

| Rajeev Ram    |
| Joe Salisbury |

| Aleksandr Bublik  |
| Mikhail Kukusjkin |

| Aleksandr Bublik  |
| Mikhail Kukusjkin |

| James Duckworth |
| Marc Polmans    |

| Rajeev Ram    |
| Joe Salisbury |

| Marcelo Arévalo |
| Jonny O'Mara    |

| Max Purcell  |
| Luke Saville |

| Ivan Dodig    |
| Filip Polášek |

| Ivan Dodig    |
| Filip Polášek |

| Max Purcell  |
| Luke Saville |

| Max Purcell  |
| Luke Saville |

| Santiago González |
| Ken Skupski       |

#### Første, anden og tredje runde
| Pierre-Hugues Herbert |
| Nicolas Mahut         |

| Simone Bolelli |
| Benoît Paire   |

| Simone Bolelli |
| Benoît Paire   |

| Sander Gillé  |
| Joran Vliegen |

| Sander Gillé  |
| Joran Vliegen |

| Pablo Andújar   |
| Feliciano López |

| Simone Bolelli |
| Benoît Paire   |

| Henri Kontinen     |
| Jan-Lennard Struff |

| Henri Kontinen     |
| Jan-Lennard Struff |

| Andreas Seppi  |
| Lorenzo Sonego |

| Henri Kontinen     |
| Jan-Lennard Struff |

| Nikola Čačić  |
| Dušan Lajović |

| Máximo González |
| Fabrice Martin  |

| Máximo González |
| Fabrice Martin  |

| Rajeev Ram    |
| Joe Salisbury |

| Daniel Evand       |
| John-Patrick Smith |

| Rajeev Ram    |
| Joe Salisbury |

| Marcelo Demoliner |
| Matwé Middelkoop  |

| Tennys Sandgren |
| Jackson Withrow |

| Tennys Sandgren |
| Jackson Withrow |

| Rajeev Ram    |
| Joe Salisbury |

| Jérémy Chardy    |
| Robert Lindstedt |

| Marcel Granollers |
| Horacio Zeballos  |

| Pablo Cuevas |
| Guido Pella  |

| Pablo Cuevas |
| Guido Pella  |

| Marcus Daniell |
| Philipp Oswald |

| Marcel Granollers |
| Horacio Zeballos  |

| Marcel Granollers |
| Horacio Zeballos  |

| Kevin Krawietz |
| Andreas Mies   |

| Aleksandr Bublik  |
| Mikhail Kukusjkin |

| Aleksandr Bublik  |
| Mikhail Kukusjkin |

| Lleyton Hewitt  |
| Jordan Thompson |

| Nam Ji-Sung  |
| Song Min-Kyu |

| Nam Ji-Sung  |
| Song Min-Kyu |

| Aleksandr Bublik  |
| Mikhail Kukusjkin |

| Steve Johnson |
| Sam Querrey   |

| Steve Johnson |
| Sam Querrey   |

| Hsieh Cheng-Peng |
| Lu Yen-Hsun      |

| Steve Johnson |
| Sam Querrey   |

| Hubert Hurkacz |
| Vasek Pospisil |

| Jamie Murray |
| Neal Skupski |

| Jamie Murray |
| Neal Skupski |

| Mate Pavić   |
| Bruno Soares |

| Luke Bambridge |
| Ben McLachlan  |

| Mate Pavić   |
| Bruno Soares |

| Divij Sharan |
| Artem Sitak  |

| Divij Sharan |
| Artem Sitak  |

| Pablo Carreño Busta |
| João Sousa          |

| Mate Pavić   |
| Bruno Soares |

| James Duckworth |
| Marc Polmans    |

| James Duckworth |
| Marc Polmans    |

| Andrew Harris         |
| Christopher O'Connell |

| James Duckworth |
| Marc Polmans    |

| Marco Cecchinato |
| Laslo Đere       |

| Wesley Koolhof |
| Nikola Mektić  |

| Wesley Koolhof |
| Nikola Mektić  |

| John Peers    |
| Michael Venus |

| Frederik Løchte Nielsen |
| Tim Pütz                |

| John Peers    |
| Michael Venus |

| Aljaž Bedene |
| Ariel Behar  |

| Federico Delbonis |
| Leonardo Mayer    |

| Federico Delbonis |
| Leonardo Mayer    |

| John Peers    |
| Michael Venus |

| Marcelo Arévalo |
| Jonny O'Mara    |

| Marcelo Arévalo |
| Jonny O'Mara    |

| Hugo Dellien         |
| Juan Ignacio Londero |

| Marcelo Arévalo |
| Jonny O'Mara    |

| Sander Arends     |
| Ričardas Berankis |

| Jürgen Melzer          |
| Édouard Roger-Vasselin |

| Jürgen Melzer          |
| Édouard Roger-Vasselin |

| Bob Bryan  |
| Mike Bryan |

| Rohan Bopanna     |
| Yasutaka Uchiyama |

| Bob Bryan  |
| Mike Bryan |

| Taylor Fritz |
| Tommy Paul   |

| Juan Sebastián Cabal |
| Jaume Munar          |

| Juan Sebastián Cabal |
| Jaume Munar          |

| Bob Bryan  |
| Mike Bryan |

| Chris Guccione |
| Matt Reid      |

| Ivan Dodig    |
| Filip Polášek |

| Marc López           |
| Albert Ramos Viñolas |

| Chris Guccione |
| Matt Reid      |

| Blake Ellis    |
| Alexei Popyrin |

| Ivan Dodig    |
| Filip Polášek |

| Ivan Dodig    |
| Filip Polášek |

| Jean-Julien Rojer |
| Horia Tecău       |

| Dominic Inglot       |
| Aisam-ul-Haq Qureshi |

| Jean-Julien Rojer |
| Horia Tecău       |

| Max Purcell  |
| Luke Saville |

| Max Purcell  |
| Luke Saville |

| Andrej Rublev      |
| Andrej Vasiljevski |

| Max Purcell  |
| Luke Saville |

| Andrés Molteni |
| Hugo Nys       |

| Andrés Molteni |
| Hugo Nys       |

| Alex Bolt     |
| Matthew Ebden |

| Andrés Molteni |
| Hugo Nys       |

| Miomir Kecmanović |
| Casper Ruud       |

| Raven Klaasen |
| Oliver Marach |

| Raven Klaasen |
| Oliver Marach |

| Austin Krajicek |
| Franko Škugor   |

| Roman Jebavý |
| Igor Zelenay |

| Austin Krajicek |
| Franko Škugor   |

| Grégoire Barrère |
| Adrian Mannarino |

| Grégoire Barrère |
| Adrian Mannarino |

| Ugo Humbert   |
| Fraces Tiafoe |

| Austin Krajicek |
| Franko Škugor   |

| Kwon Soon-Woo |
| John Millman  |

| Santiago González |
| Ken Skupski       |

| Santiago González |
| Ken Skupski       |

| Santiago González |
| Ken Skupski       |

| Guillermo Durán   |
| Diego Schwartzman |

| Łukasz Kubot |
| Marcelo Melo |

| Łukasz Kubot |
| Marcelo Melo |